# Club Social y Deportivo Bancruz

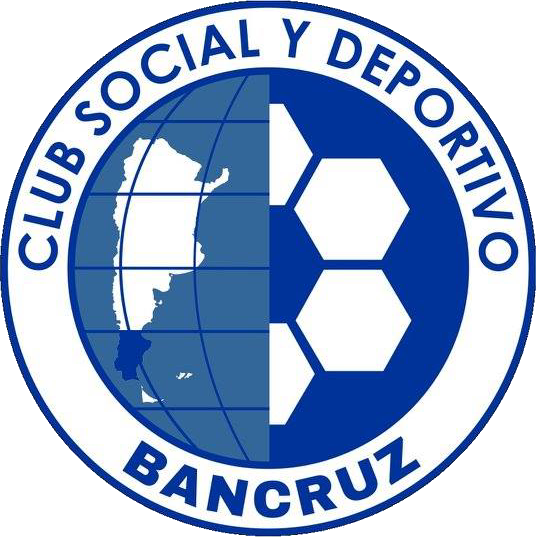

El Club Social y Deportivo Bancruz es un club deportivo de Río Gallegos, provincia de Santa Cruz. Fue fundado el 8 de agosto de 1970. Juega como local en el Estadio Municipal de Río Gallegos.
Actualmente participa de la Liga de Fútbol Sur de Santa Cruz de la cual es el segundo club con más campeonatos ganados y el único pentacampeón. Fue el primer club de Santa Cruz en ganar un campeonato de ascenso de la AFA y al momento el único de la provincia en ganar uno de tercera categoría y fue el que más cerca estuvo de ascender a la B Nacional.

## Historia

### Inicios
Fundado en 1970 por iniciativa de los exempleados del Banco Provincia Roberto Miranda, Carlos Gehl, Carlos Martínez con el nombre Club Banco Santa Cruz. En 1976 se afilió a la Liga de Fútbol Sur de Río Gallegos, para ello se cambió el nombre al actual, y rápidamente consiguió ganar el campeonato 4 veces consecutivas entre 1978 y 1981, motivo por el cual accedió a los Torneos Regionales entre 1979 y 1982. A mediados de los '80 volvió a ganar el campeonato y accedió al último regional donde quedó a 2 fases del ascenso a la B Nacional.

### TDI 1990 y pentacampeonato
En 1989 accedió al Torneo del Interior en lugar del campeón Petrolero Austral. En la primera fase eliminó a Estrella Azul de Río Grande, en la zona de ganadores eliminó a Jorge Newbery de Comodoro en cuartos y a Argentino del Sud en semis y en la final de la Región Sur venció a Independiente de Neuquén. En los '90 ganaría algunos campeonatos y accedería a la primera edición del Torneo Argentino B. En el 2000 volvió a ganar el campeonato y defendería el título hasta 2004, siendo el primer pentacampeón de la Liga. Participó del Argentino B desde el 2000 hasta el 2006 cuando descendió al Torneo del Interior, sin embargo no participó de la edición 2007 y retornó a la Liga del Sur.

### Actualidad
Compitió unos años más en la Liga de Fútbol Sur hasta que se alejó de la liga, tras la temporada 2012.
A finales de 2023, tras 10 años ausente, anunció su retorno a la Liga para disputar los campeonatos de 2024.

## Deportistas reconocidos
- Matias Gigli: jugó en Huracán, Newell's Old Boys;

- Orlando Medina: Campeón con Boca Juniors;

- José Percudani: Campeón intercontinental con Independiente;

- Angel "Lobo" Pereyra, ex delantero de Talleres y Belgrano.

### Plantilla 2024
Facundo Reinoso POR; 
Hernandez; 
Barría Montes; 
Cerato; 
Vera; 
Diaz;  
Flores Nicolás DEL; 
Cristian Chiguay; 
Rodolfo Escalante;
Ponce;
Aguirre;
Medrano; 
Bull;
Juan Juárez;
Santiago Maidana; 
Alcázar; 
Pablo Ramirez

## Cronología Entrenadores
- Hernán Campana (2024)
- Ariel Guevara (2025-)

## Datos del club

### Cronología lineal
Segunda categoría:
- Temporadas en el Torneo Regional: 4 (1979, 1981, 1982 y 1985/86)[5]

Mejor puesto: Tercera Fase (1979)
Peor puesto: Primera Fase (1981, 1982, 1985/86)
Tercera categoría:
- Temporadas en el Torneo del Interior: 1 (1989/90)[6]

Mejor puesto: Campeón Región Sur (1989/90)
Cuarta categoría:
- Temporadas en el Torneo Argentino B: 6 (1995/96, 2000/01, 2001/02, 2003/04, 2004/05 y 2005/06)[7]

Mejor puesto: Tercera Fase Ap. (2004/05)
Peor puesto: 7° Zona A Temp. (2005/06)
Quinta categoría:
- Temporadas en el Torneo Argentino C: 0[8]

## Palmarés
- Torneo del Interior: 1 (1989/90)

- Liga de Fútbol Sur de Santa Cruz: 13 (1977/78, 1978/79, 1979/80, 1980/81, 1984/85, 1989/90, 1993/94, 1994/95, 1999/00, 2000/01, 2001/02, 2002/03 y 2003/04)